# Calum Chambers
Calum Chambers (født 20. januar 1995 i Petersfield) er en engelsk fodboldspiller (forsvarer), der spiller for Cardiff City F.C.
Chambers spillede hele sin ungdomskarriere hos Southampton. I 2012 blev han indlemmet i klubbens seniortrup, og som 17-årig fik han den 28. august samme år sin debut i en Carling Cup-kamp på udebane mod Stevenage. Den 28. juli 2014 blev han solgt til Arsenal for en pris, der afhængigt af hans præstationer, kunne løbe op i 16 millioner britiske pund.

## Klubkarriere

### Southampton
Chambers startede sin karriere i Southampton i en alder af 7 år. Her gik han gennem ungdomsholdene og i 2012-2013 sæsonen, blev han indlemmet i førsteholdstruppen. Chambers fik sin professionelle debut d. 28 august 2012 mod Stevenage i en 4-1 sejr i Liga Cuppen.
Han fik sin liga debut d. 17 august 2013, hvor han spillede hele kampen i en 1-0 sejr mod West Bromwich Albion. Chambers nåede at spille 25 optrædener, 22 i ligaen, før han skiftede til Arsenal i 2014.

### Arsenal
Chambers fik sin første træningskamp for Arsenal 2. august 2014 i en 5-1 sejr mod S.L. Benfica. Kort efter fik han sin debut for holdet i en betydende kamp i FA Community Shield-kampen mod Manchester City F.C., som Arsenal vandt 3-0. Chambers spillede fast i første halvdel af sæsonen 2014-2015, men da han blev skadet, overtog Héctor Bellerín backpladsen, så Chambers stort set ikke spillede i halvanden sæson. Kort inden transfervinduet blev lukket i august 2016 blev han udlejet til Middlesbrough F.C., hvor han var hele sæsonen 2016-17.
Han vendte tilbage til Arsenal i sommeren 2017 og forlængede sin kontrakt med klubben. I august 2018 blev han igen udlejet, denne gang til Fulham F.C.. Lejemålet lød på sæsonen 2018-19. Efter sæsonafslutning, som endte med nedrykning, blev Chambers kåret til 'Årets Spiller' i Fulham.

## Titler
Community Shield
- 2014 med Arsenal F.C.